# Шуа-Гора
Шуа-Гора (груз. შუა გორა) — село в Грузии, на территории Ванского муниципалитета края (мхаре) Имеретия.

## География
Село находится в западной части Грузии, на берегах реки Переты, на расстоянии приблизительно 10 километров (по прямой) к востоку от города Вани, административного центра муниципалитета. Абсолютная высота — 138 метров над уровнем моря.

## Население
По результатам официальной переписи населения 2014 года, в Шуа-Горе проживало 898 человек (449 мужчин и 449 женщин). В национальной структуре населения грузины составляли 99,7 %, греки — 0,2 %, русские — 0,1 %.
| Год  | Население, человек |
| ---- | ------------------ |
| 2002 | 1122               |
| 2014 | ↘ 898              |